# Dalton (Nuevo Hampshire)
Dalton es un pueblo ubicado en el condado de Coös en el estado estadounidense de Nuevo Hampshire. En el Censo de 2010 tenía una población de 979 habitantes y una densidad poblacional de 13,48 personas por km².

## Geografía
Dalton se encuentra ubicado en las coordenadas 44°23′41″N 71°41′20″O / 44.39472, -71.68889. Según la Oficina del Censo de los Estados Unidos, Dalton tiene una superficie total de 72.63 km², de la cual 71.18 km² corresponden a tierra firme y (2%) 1.45 km² es agua.

## Demografía
Según el censo de 2010, había 979 personas residiendo en Dalton. La densidad de población era de 13,48 hab./km². De los 979 habitantes, Dalton estaba compuesto por el 96.42% blancos, el 0.41% eran afroamericanos, el 0.41% eran amerindios, el 0.61% eran asiáticos, el 0% eran isleños del Pacífico, el 0.31% eran de otras razas y el 1.84% pertenecían a dos o más razas. Del total de la población el 1.43% eran hispanos o latinos de cualquier raza.